# Maffio Maffii
Maffio Maffii, indicato anche come M. Mafii o Maffi (Firenze, 6 agosto 1881 – Roma, 30 novembre 1957), è stato un giornalista e scrittore italiano, direttore dei quotidiani Gazzetta del popolo, Corriere della Sera e La Nazione.

## Biografia
Nato a Firenze nel 1881, dopo essersi laureato in lettere e filosofia nel 1904 a Firenze, Maffii frequentò gli ambienti nazionalisti della città e collaborò ad alcune riviste culturali (Hermes, Il Regno), ove pubblicò i suoi primi articoli, dapprima di critica letteraria e teatrale e poi di cronaca politica. Dopo alcune brevi collaborazioni con diversi quotidiani, si affermò alla Tribuna di Roma ove rimase sino al 1925, arrivando alla vicedirezione del giornale.
Interventista, allo scoppio della prima guerra mondiale nel 1915 si arruolò volontario. Oltre a partecipare personalmente alle azioni sul fronte, fu corrispondente di guerra per La Tribuna e, con il collega Mario Appelius, a bordo delle navi della Marina Militare, seguì le vicende belliche, scrivendo una serie di articoli che furono in seguito raccolti e pubblicati.
Dopo le dimissioni di Cesare Rossi, a seguito delle vicende del rapimento e uccisione di Giacomo Matteotti, nel 1924 Maffii lo sostituì alla direzione dell'Ufficio stampa della Presidenza del Consiglio, ove rimase sino al 1925, quando divenne direttore del quotidiano torinese Gazzetta del Popolo. Nel 1927 fu chiamato alla direzione del Corriere della Sera succedendo ad Ugo Ojetti. Nei due anni di direzione, seguendo le direttive del regime, si adoperò per la "fascistizzazione" del quotidiano milanese: licenziò i collaboratori sgraditi e assunse gli elementi che potevano garantire una maggiore ortodossia politica. Nonostante la sua solerzia, il regime e la proprietà giudicarono il suo operato non sufficientemente deciso, per questo fu sostituito da Aldo Borelli nel 1929.
Nel 1932 fu nominato direttore de La Nazione di Firenze, incarico che mantenne per undici anni. Abbandonò la direzione del quotidiano fiorentino il 25 luglio 1943, quando il duce Benito Mussolini, in seguito al voto del Gran Consiglio, fu costretto a dimettersi.
Al termine della seconda guerra mondiale, fu coinvolto nel processo di epurazione, imputato di atti rilevanti per mantenere in vita il fascismo. La Corte d'appello di Firenze, nella sezione istruttoria, dichiarò di non doversi procedere perché il fatto non costituiva reato.
Negli ultimi anni di vita riprese l'attività giornalistica, collaborando con alcuni importanti quotidiani: Il Tempo, Il Messaggero e il Corriere della Sera. Morì a settantasei anni, la sera del 30 settembre 1957, mentre rientrava nella sua abitazione romana in viale di Villa Massimo nel quartiere Nomentano.
Maffii scrisse diversi volumi di carattere storico, alcuni dei quali più volte ristampati, anche in anni recenti (Cleopatra contro Roma, Cicerone e il suo dramma politico). Il suo Cicerone fu, inoltre, tradotto in tedesco, spagnolo e francese. Tradusse, inoltre, dal francese il romanzo breve Il colonnello Bridau, titolo originale Un ménage de garçon, di Honoré de Balzac.
Il Comune di Roma ha dedicato al suo nome una via cittadina nel quartiere Pietralata.

## Opere
- Chantecler nelle sue origini, Firenze, La rinascenza del libro, 1910.
- La Marina Italiana nelle operazioni di terra, in La Marina italiana nella guerra europea, pubblicazione dell'Ufficio speciale del Ministero della Marina, Milano, Alfieri e Lacroix, 1916-1918.
- Guerra di mare. In appendice: Diario delle operazioni navali italiane, Milano, Alfieri e Lacroix, 1917.
- La cooperazione britannica in Adriatico, Milano, Stab. tip. Stucchi, Ceretti e C., 1917.
- La riscossa navale. Dal Piave a Premuda, Milano, Alfieri e Lacroix, 1918.
- La vittoria in Adriatico. In appendice: Diario della nostra guerra sui mari, Milano - Roma, Alfieri e Lacroix, 1919.
- Cicerone e il suo dramma politico, Milano, A. Mondadori, 1933. Ristampato da G. Casini, 1988.
- Cleopatra contro Roma, Firenze, Vallecchi, 1939. Ristampato da Giunti-Martello, 1983.
- La donna romana dal telaio al trono, Roma, Faro, 1948.
- Sacco in spalla, Tivoli, A. Chicca, 1953.
- Come li conobbi : scorci biografici, ricordi e lettere inedite di Crispi, Giolitti, Cicerin, Lloyd George, [...], Tivoli, A. Chicca, 1954.
- Uomini "EL", Tivoli: A. Chicca, 1955.
- Vita sul mare, Roma, Istituto Poligrafico dello Stato, 1955.